# 佩尔洛
佩尔洛（義大利語：Perlo），是意大利库内奥省的一个市镇。总面积11平方公里，人口122人，人口密度11.1人/平方公里（2009年）。ISTAT代码为004162。